# Kulturkampf
Il Kulturkampf (in italiano: battaglia culturale o, in un senso più aggressivo, battaglia di civiltà) è il nome con il quale fu definita l'accesa lotta politica e culturale che vide coinvolti la Chiesa cattolica e gli Stati tedeschi nel periodo che va dalla fine del Concilio Vaticano I (1867-1870) ai primi decenni successivi alla fondazione dell'Impero tedesco (1871-1919). Più specificatamente, con il termine si riassume anche tutta la legislazione anticuriale e anticlericale posta in essere dal governo tedesco in quegli anni.

## Significato del termine
Il termine fu coniato da Rudolf Virchow, esponente di spicco del partito liberale progressista (Deutsche Fortschrittspartei) in un suo vibrante discorso tenuto al Reichstag il 17 gennaio 1873. Nel corso delle discussioni sulla proposta di legge relativa allo status e alla preparazione dei religiosi, indicò con queste parole il compito che lo stato tedesco doveva assumersi.

Dopo aver descritto la contrapposizione insanabile tra la gerarchia della Chiesa cattolica, espressione ormai di pochi vescovi italiani di cultura ultramontana, e lo sviluppo delle scienze umane e naturali, descrisse l'obiettivo dell'orgogliosamente definita "battaglia di civiltà": 
Nel concludere il discorso, e nel difendere le leggi che limitavano la cosiddetta libertas Ecclesiae, disse espressamente:
Eppure, non fu proprio questa la posizione che caratterizzò il Kulturkampf tedesco, che può essere quindi ben distinta, pur apparentemente simile nei suoi effetti, dalla successiva politica laicista della Terza Repubblica francese. Le peculiarità del Kulturkampf furono infatti dovute soprattutto alla figura che lo realizzò in Prussia: il principe e cancelliere dell'Impero, Otto von Bismarck.
Se infatti la «battaglia per la civiltà» era il problema spirituale che travagliava la Mitteleuropa, de facto, tra il 1859 e il 1879 l'aspetto politico del problema era rappresentato dal rapporto tra Curia romana e Stati sovrani. Ed è esattamente questo aspetto, il conflitto di competenza tra Stato e Chiesa, che assunse maggiore rilevanza nella prospettiva di Bismarck.
Particolarmente chiara è la posizione di Bismarck in un suo discorso alla Herrenhaus (la Camera Alta) dell'Impero:
Simili negli effetti e d'accordo dunque nella legislazione, i due modelli culturali erano diversi. La prospettiva bismarckiana era conservatrice e affondava le sue origini, pur in una rinnovata prospettiva ottocentesca, molto più indietro, allo scontro medievale tra papato e impero, se non, come amava dire lo stesso Bismarck, alla lotta «tra Agamennone e Calcante».

## IlKulturkampfnellaMitteleuropa(1859-1879)
La posizione di Virchow, ed in genere quella del suo partito, non era diversa dal forte anticlericalismo e anticristianesimo che si diffondeva negli stessi tempi in Francia (o anche in Italia), soprattutto a partire dalla seconda metà del XIX secolo.
Il materialismo, il positivismo delle scienze naturali ed il diffondersi delle prime idee socialiste faceva da contesto e dava fondamento a queste posizioni, che nella lotta al Cattolicesimo vedevano una lotta della ragione contro la superstizione ed i residuati del medioevo.
In senso lato, dunque, una prima forma di Kulturkampf potrebbe essere considerata la politica ateistica o laicista della Francia rivoluzionaria, figlia dell'illuminismo giacobino. In Francia, del resto, la lotta tra la Chiesa cattolica e la terza Repubblica fu aspro per tutto l'inizio del XX secolo. Anche in Italia, a partire dalle leggi Siccardi eversive della manomorta ecclesiastica, cominciò un periodo di forte contrapposizione.
Il termine Kulturkampf definisce tuttavia più da vicino l'aspetto peculiare che questa lotta, come si è detto, assunse negli Stati tedeschi. Alcuni storici parlano, a proposito, del periodo tra il 1859 e il 1879 di un Kulturkampf mitteleuropeo. A partire da quel momento, infatti, nei paesi dell'Europa centrale, Svizzera, Austria, Regni dell'Impero Germanico, la questione del rapporto Stato-Chiesa cominciò ad essere posta in termini particolarmente conflittuali e si avviò una lotta condotta senza esclusione di colpi.
A partire dal 1879, alla fine, le parti incominciarono invece ad avviare trattative e si giunse ad un compromesso, che significò, nei fatti, una vittoria della posizione difensiva della Chiesa, soddisfacendo tuttavia in parte i poteri nazionali. Il conflitto continuò invece negli altri paesi, Francia ed Italia, dove però aveva assunto caratteristiche diverse.

### Prodromi della battaglia culturale
Il terreno per questo aspro scontro era stato preparato dai successi ottenuti dalla Chiesa a partire dalla Restaurazione fino al 1854, anno della proclamazione del Dogma dell'Immacolata Concezione. In quell'anno infatti la Chiesa, nonostante il ritorno politico del liberalismo nel 1830 e le rivoluzioni del 1848, aveva raggiunto il punto più alto della restaurazione di ciò che aveva perduto a seguito della politica napoleonica.
Negli stati di lingua tedesca ciò si tradusse concretamente nel Concordato con l'Austria del 1855, che orientava l'impero in modo assolutamente confessionale e concedeva alla Chiesa notevoli privilegi.
La risposta liberale tuttavia non si fece aspettare e la Chiesa dovette arretrare. Le sconfitte militari dell'Austria nella seconda guerra d'indipendenza italiana indebolirono, in politica internazionale, le posizioni conservatrici. La Chiesa reagì all'offensiva e nel 1864, insieme all'enciclica Quanta cura, pubblicò il Sillabo, il Compendio degli errori del tempo, con cui condannava definitivamente il liberalismo (già condannato da Gregorio XVI nell'enciclica Mirari vos), il socialismo (in forte crescita) e, nel complesso, tutte le dottrine filosofiche, politiche e religiose di derivazione illuministica.
L'effetto della condanna fu forte. Ma, ancora una volta, la terribile sconfitta subita dall'Austria nel 1866 a Königgrätz segnò definitivamente la fine della supremazia austriaca e del vecchio equilibrio conservatore in Europa. La Chiesa reagì, ancora, nel 1867, con la convocazione del Concilio Vaticano I e, infine, nel 1870, con la proclamazione del dogma dell'infallibilità papale. Ma, nello stesso anno, la sconfitta della Francia di Napoleone III (che aveva puntato molto sull'accordo con i cattolici) isolò definitivamente la politica curiale.

### IlKulturkampfin Austria
In Austria era già cominciata una reazione del pensiero laico. Già il primo governo costituzionale austriaco (1861-1865) propose una serie di norme che puntavano all'equiparazione delle confessioni all'interno dello stato. Successivamente venne messa in discussione la disciplina del matrimonio confessionale. Ma la politica liberale, il cui esponente di spicco era il dr. Muhlfelds, leader dell'ala sinistra del partito costituzionalista, puntava al superamento del concordato confessionale del 1855.
I vescovi reagirono già nel 1861 opponendosi alle proposte del governo. Appellandosi all'imperatore, si lamentarono di una politica che superava addirittura l'odiata legislazione giuseppinista (fino alla Rivoluzione francese, una delle legislazioni anticuriali più dure in un paese cattolico). Nel 1867 papa Pio IX scrisse personalmente all'imperatore, il quale tuttavia, in un momento politicamente molto difficile, non poté, pur lamentando la politica anticlericale, venire incontro alle richieste del pontefice di lottare per il mantenimento del concordato.
Nel 1874, infine, vennero presentate quattro proposte di legge dal governo:
- sulla regolamentazione dei rapporti pubblici della Chiesa cattolica;
- sulla regolamentazione dei rapporti giuridici di Conventi e Monasteri
- sul contributo al fondo per il culto delle prebende ecclesiastiche
- sul riconoscimento legale delle Congregazioni religiose.

Le leggi vennero approvate nel 1874 e sancite dall'imperatore, con eccezione di quella sui conventi e i monasteri, che venne approvata dalla Herrenhaus (la Camera Alta) solo nel 1876, ma non ottenne la sanzione imperiale.
Questa legislazione non portò, tuttavia, come in Italia o negli USA, ad una "privatizzazione" della Chiesa Cattolica («libera Chiesa in libero stato»), né ad una separazione dallo stato (il "principio di separazione" che poi si realizzò in Italia), bensì ad un riconoscimento del ruolo pubblico della Chiesa, con un forte controllo da parte dello stato: il ruolo cioè, come si legge nella motivazione della legge, di una «corporazione pubblica privilegiata».

## IlKulturkampfnell'Impero germanico

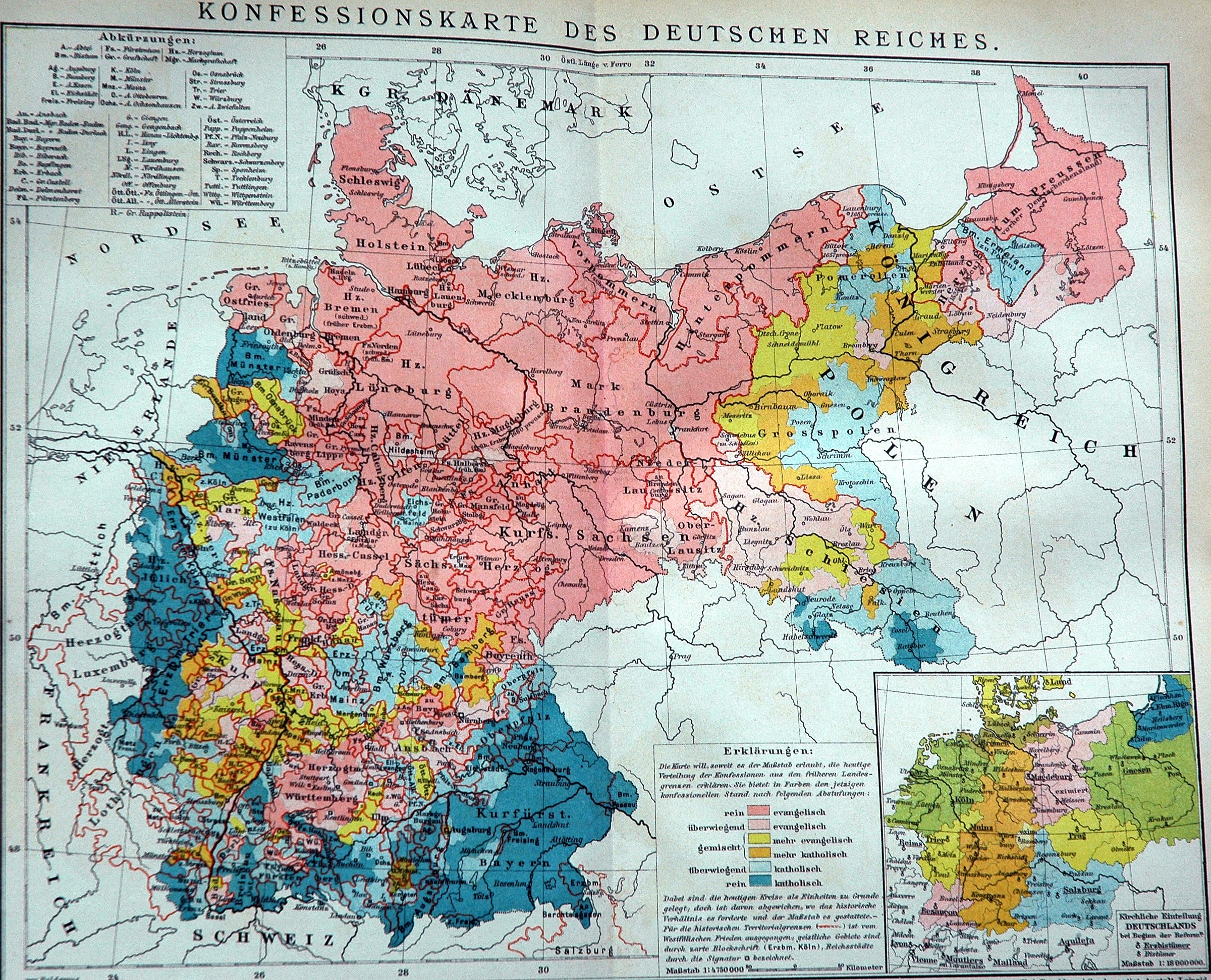
Le confessioni religiose nell'Impero germanico all'epoca del Kulturkampf

Fu nell'Impero germanico che il fenomeno scoppiò in maniera virulenta. Bisogna tuttavia distinguere, data la natura federale dell'impero, tra i diversi stati, alcuni dei quali, come la Baviera, erano a maggioranza cattolica. Delle norme del Kulturkampf solo due furono però Reichsgesetze, leggi imperiali: quella contro l'uso del pulpito per fini politici e quella che espulse i gesuiti. Le altre interessarono esclusivamente il Regno di Prussia (che era però il più vasto della federazione).

### IlKulturkampfin Baviera
Come paese ad assoluta maggioranza cattolica, la posizione del Regno di Baviera era particolarmente importante nella legislazione del Reich. Per questo motivo la lotta alla Chiesa cattolica in Germania interessò le gerarchie statali.
Con la legge «contro l'abuso del pulpito per fini politici», varata dal Reichstag il 10 dicembre 1871, si ebbe un primo attacco: la proposta venne proprio dal Ministro della cultura del Regno di Baviera. Le difficoltà (e la resistenza alla legislazione antiecclesiastica) provennero in questo paese dal fortissimo partito di Centro (Deutsche Zentrumspartei, l'antenato "morale" dell'odierna CDU), da poco costituitosi e braccio politico della Chiesa cattolica.
La legge, passata alla storia come Kanzelparagraph (articolo sul pulpito), inseriva nel codice penale tedesco il § 130a, che recitava:
(§ 130 a StGB)
In una lettera di Bismarck al re Ludovico II, il Cancelliere rese chiaro come, proprio per questo motivo, il Kulturkampf fosse assolutamente necessario e non fosse possibile alcun accordo con il Papa. Questi, secondo lo statista della Realpolitik, non aveva nulla da offrire in cambio di un trattamento di favore, dato che non aveva alcuna influenza sulla politica filo-socialista tenuta dal partito di Centro.
L'aumentato pericolo socialista e il pratico appoggio che lo Zentrum dava talvolta ai deputati socialisti costituiva per Bismarck un atto contro lo stato e come tale bisognava, indipendentemente dal cattolicesimo, ribadirlo:

### IlKulturkampfin Prussia

Il Regno di Prussia all'interno dell'Impero germanico

Nulla di sorprendente che il conflitto fosse dunque ferocissimo nel Regno di Prussia. Bisogna però premettere una considerazione: è vero che i leader del secondo impero, Bismarck su tutti, diedero una personale impronta alla questione politica. Questa aveva tuttavia davvero assunto aspetti tali, che si sarebbe dovuta necessariamente, prima o poi, porre.
Per di più, il Regno di Prussia era di tradizione protestante e, come tale, anti-papista da sempre. Proprio per questo motivo, dunque, non aveva bisogno, a differenza della Baviera, di una politica anticlericale. Anzi, la Prussia, come paladina del protestantesimo, aveva già la presunzione di aver raggiunto la massima libertà per i gruppi religiosi, evangelici come cattolici.
Secondo lo storico Armando Saitta, l'antiprussianesimo dei cattolici della Baviera e della Germania meridionale assunsero una connotazione religiosa nei confronti del potere centrale. Gli stati federati non riuscirono mai a controbilanciare il potere centrale del Kaiser e del cancelliere imperiale, che già avevano ottenuto per sé la competenza esclusiva su diplomazia, esercito e finanza, e desideravano introdurre anche un rigido controllo statale sulla chiesa cattolica tedesca. Bismark fece perno sul partito liberalnazionale, per iniziare una lotta contro il partito cattolico ed il Vaticano.

Tuttavia, l'equazione "opposizione alla Chiesa Cattolica= liberalismo"  è sostanzialmente inesatta, tenuto conto che le posizioni liberali radicali, ateiste, anticristiane, massoniche (spesso anche vicine al socialismo), erano più forti negli stati cattolici che in quelli protestanti.
La proclamazione del Concilio Vaticano I e la diffusione della notizia (già annunciata da La Civiltà Cattolica nel febbraio del 1869) della prossima proclamazione del dogma dell'infallibilità papale avevano già portato a una radicalizzazione dello scontro.
In Germania la stessa gerarchia episcopale, sulle prime, temeva una proclamazione del dogma. All'avvenuta proclamazione, tuttavia, non vi fu, all'interno della Chiesa, opposizione di rilievo (se si eccettua la scissione dei vecchi cattolici in Germania) e la monarchia assoluta all'interno della Chiesa fu perfettamente realizzata.
Il dogma, però, con le sue implicazioni politiche, cozzava con la dottrina del nuovo Stato: coincidenza davvero storica, la proclamazione coincise con la sconfitta della Francia, l'unificazione della Germania e la fondazione dell'Impero. Ora era dunque possibile fare i conti con la Chiesa cattolica.

### Gli obiettivi di Bismarck e la situazione politica
I compiti che il nuovo impero si prefiggeva erano la pace esterna e la stabilità interna. In questo senso, Bismarck puntava alla lotta del mantenimento dello stato monarchico, sia contro l'assolutismo della Chiesa cattolica che contro le forze parlamentari democratiche, ora organizzate anche in partiti confessionali.
Contro queste forze si diresse l'attacco dello stato, nemico del quale fu innanzitutto considerata quindi la cosiddetta ecclesia militans (ed in particolare l'ultramontanismo). Ma l'attacco era diretto in generale contro tutte le forze che indebolivano la difesa dello stato nazione: polacchi, alsaziani e lorenesi (tutti paesi a maggioranza cattolica e di recente annessione), il partito del centro e i socialdemocratici.
L'ordine di priorità che Bismarck aveva era chiaro: in primo luogo, colpire il partito di Centro, poi occuparsi degli aspetti di politica esterna, quindi le conseguenze dell'infallibilità pontificia.
I liberali erano, nella visione di Bismarck, anche loro pericolosi, ma in questo momento cercò il loro appoggio e quelli credettero che il Cancelliere fosse con loro d'accordo. In realtà fu lui ad usar loro. Il partito di Centro, però, giocò in Germania un ruolo molto importante fin dall'inizio: il suo programma del 1871 pose politicamente la questione confessionale. Ed era troppo.
Il 30 gennaio del 1872, Bismarck disse chiaramente:

### Prima fase delKulturkampf: 1872-1876: l'attacco

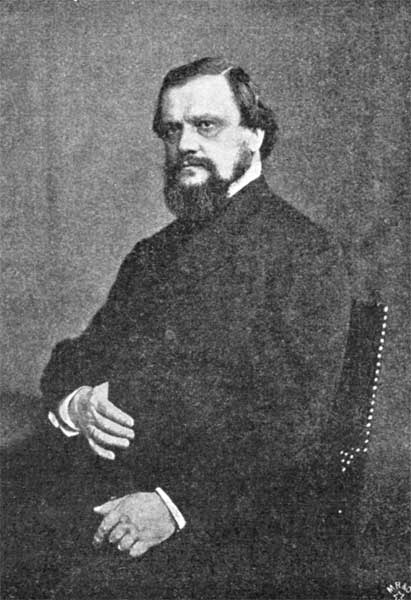
Adalbert Falk in una foto del 1900

La prima legge significativa è quella dell'8 giugno 1871, con cui fu soppresso il reparto cattolico del ministero della cultura, cosa che incontrò la forte opposizione del partito di centro.
Seguì poi il già citato Kanzelparagraph, che portò all'arresto di quasi tutti i vescovi cattolici di Prussia, tra cui l'arcivescovo di Posen, il conte Mieczysław Halka Ledóchowski, condannato a due anni di reclusione.
I successivi quattro anni videro l'attacco più duro: la formazione di una serie di leggi, che devono la loro ideazione soprattutto alla figura di Adalbert Falk, Ministro della Cultura dal gennaio 1872.
Queste norme non furono un attacco al Centro, ma divennero un attacco fortissimo alla Chiesa cattolica e sono state impregnate dello spirito liberale, opera soprattutto di Falk, entrato nella carica di ministro dei culti il gennaio del 1872.
Sua è la legge dell'11 marzo 1872 sulla scuola, che sanciva il controllo statale sulle lezioni scolastiche pubbliche e private, con conseguente cacciata degli insegnanti cattolici. Questa legge addirittura trovò l'opposizione dei conservatori.
Il 4 luglio 1872 invece, un'altra legge imperiale espulse i Gesuiti dal territorio dell'impero. Qui si distinse il Principe di Hohenlohe-Schillingsfürst, loro acerrimo nemico.
Nello stesso anno intanto il regno di Prussia, al motto di «non andremo a Canossa» (nach Canossa gehen wir nicht), ruppe i rapporti col Vaticano.
Con la legge del 5 aprile 1873, furono modificati gli articoli 15 e 18 della costituzione prussiana del 1850. Con questa, si eliminavano de facto le garanzie costituzionali per i cattolici e serviva per preparare il pacchetto di leggi del maggio del 1873.
Queste, le cosiddette Maigesetze, sono un gruppo a sé:
- Legge dell'11 maggio 1873, sulla formazione e assunzione dei religiosi, che, da allora in avanti, avrebbero potuto assumere il loro incarico solo previo esame statale. Tutti i religiosi avevano l'obbligo di registrarsi.
- Legge del 12 maggio 1873, sul potere disciplinare della Chiesa e sulla creazione di un Tribunale reale per le questioni ecclesiali. Era ora possibile fare appello a un tribunale statale contro una sanzione ecclesiastica.
- Legge del 13 maggio 1873, sui limiti del diritto all'uso di mezzi ecclesiastici penali o di reclusione
- Legge del 14 maggio 1873, che facilitava l'uscita dalla Chiesa.

L'anno dopo, sempre in maggio, seguì un altro gruppo di leggi:
- Legge del 4 maggio 1874, sull'impedimento di esercizio illecito di ministero ecclesiastico
- Legge del 20 maggio 1874, sull'amministrazione di diocesi cattoliche libere
- Legge del 21 maggio 1874, che conteneva un'integrazione della legge dell'11 maggio 1873

Nel 1874 venne anche introdotto il matrimonio civile, con sanzioni per i parroci che avessero celebrato quello religioso precedentemente a quello civile.
La legislazione non riuscì: alle elezioni del 1874 il partito di centro raddoppiò i voti. L'atmosfera era incandescente e il 13 luglio del 1874 l'artigiano cattolico Eduard Franz Ludwig Kullmann attentò addirittura alla vita di Bismarck, che però fu solo leggermente ferito. Ma questi non cedette.
Le leggi del 1875, invece, sono leggi penali, concepite per sanzionare le mancate applicazioni delle leggi precedenti:
- Legge del 22 aprile 1875, sui finanziamenti pubblici a religiosi e vescovadi cattolici, cui vennero tolti i finanziamenti statali.
- Legge del 31 maggio 1875, sugli ordini religiosi e sulle congregazioni cattoliche. Tutti gli ordini religiosi in Prussia furono sciolti, con eccezione di quelli aventi finalità assistenziali.
- Legge del 18 giugno 1875, ampliamento della portata della legge del 5 aprile 1873
- Legge del 20 giugno 1875, sull'amministrazione di patrimoni nelle parrocchie cattoliche.
- Legge del 4 luglio 1875, sui diritti delle comunità vetero-cattoliche al patrimonio ecclesiale. Con questa si finanziarono ufficialmente i vetero-cattolici.

Infine:
- Legge del 26 febbraio 1876, integrazioni alla legge del 10 dicembre 1871
- Legge del 7 giugno 1876, sui diritti di controllo dello stato nell'amministrazione dei patrimoni delle diocesi cattoliche

### Seconda fase 1877-1887: tentativi di pacificazione e conclusione
Durante lo scontro ci furono trattative, anche attraverso il principe Hohenlohe, che però, nemico dichiarato dei Gesuiti, non riuscì a realizzare molto. L'intesa non pareva possibile.
Nel 1872 Bismarck aveva incominciato a preoccuparsi di un nuovo conclave e proposto di stabilire, insieme alle altre potenze, in particolare l'Austria, alcune condizioni per il riconoscimento dell'elezione. Cercò di fare un fronte unico, appoggiando in Italia e in Francia le posizioni più anticlericali e stringendo, d'accordo con la Russia, la repressione in Polonia. Il papa reagì con un discorso natalizio di cui in Germania fu proibita la diffusione.
Dopo il 1876, invece, lo scontro cominciò ad attenuarsi. Nel 1876 morì il cardinal Antonelli e nel 1878, dopo lungo regno, infine, Pio IX. Il successore, papa Leone XIII, pose la pace religiosa con la Germania tra i primi obiettivi.
A maggio e giugno del 1878, il Kaiser aveva subito due attentati da parte di socialisti indipendenti e anarchizzanti. La lettera di cordoglio di Leone XIII per questi accadimenti fu ben accolta a corte.
Nello stesso anno, in un incontro tra le parti, a Bad Kissingen vennero discusse le richieste del papa: libertà religiosa e rafforzamento del Centro. Ma Bismarck riuscì a fare l'intesa a prescindere dal Centro. E la Chiesa fu d'accordo, dato che anch'essa non vedeva (almeno non ancora) di buonissimo occhio il cattolicesimo politico. Anche il Vaticano insomma giocò la carta del conservatorismo, e del pericolo socialdemocratico, cui Bismarck era ovviamente sensibile.
Nel 1879 le trattative si spostarono a Vienna. Qui il contrasto si fece giuridico: per lo stato prussiano lo stato doveva essere la fonte della legge; il diritto canonico, viceversa, non poteva ammettere questo. Ad ogni modo, le leggi vennero mitigate.
Nell'estate del 1882 la Prussia riallacciò i rapporti con il Vaticano.
Infine, nel 1886 e nel 1887, furono emanate le cosiddette Leggi di pacificazione (Friedensgesetzte), che conclusero il conflitto.
Leone XIII, il 23 maggio 1887, dichiarò ufficialmente conclusa «la lotta, che tanto ha danneggiato la Chiesa e nulla ha portato allo Stato».

### IlKulturkampfnelle regioni polacche del regno di Prussia
Nelle regioni polacche del regno di Prussia, il Kulturkampf ebbe un impatto ancora maggiore. Soprattutto, ebbe un carattere nazionalista ben maggior che altrove in Germania.
La maggior parte delle zone della Polonia sottoposte alla Germania (la provincia della Posnania) erano infatti cattoliche, e videro la battaglia contro la Chiesa finalizzato piuttosto ad una politica di germanizzazione di quelle zone, per meglio amalgamarle al Reich.
L'abolizione del reparto cattolico del ministero dell'istruzione era strettamente collegato con la questione polacca. Esso permetteva infatti che nelle scuole si insegnasse il polacco. Bismarck scrive infatti:
Anche nel Reichsland Alsazia-Lorena, dove la popolazione era cattolica, le proteste della Chiesa contro l'occupazione mostravano a Bismarck il pericolo da questa rappresentato.
Dopo le leggi di maggio, la maggior parte delle scuole in cui si insegnava Polacco furono chiuse, a vantaggio di quelle tedesche.
Nel novembre del 1872 Falk pretese che l'insegnamento della religione fosse tenuto in tedesco a partire dall'anno successivo. Alle proteste del clero e dei cattolici polacchi, seguì la chiusura dei seminari di Posen e di Gnesen, e il controllo da parte dello Stato dell'educazione.
I possedimenti della Chiesa furono confiscati e le modifiche costituzionali introdotte impedirono che i cattolici potessero ricorrere a questa per garantirsi la loro libertà.
La protesta polacca fu repressa duramente: 185 sacerdoti furono arrestati, e diverse centinaia furono esiliati. Tra gli imprigionati il Primate di Polonia, l'arcivescovo Mieczysław Halka Ledóchowski. Gli altri cercarono di continuare il loro servizio di nascosto.
La prova che il Kulturkampf in Polonia ebbe motivazioni ulteriori a quelli religiosi è data dal fatto che non terminò con la fine del decennio. Nel 1886 infatti con il tentativo di sradicare gli slavi dal suolo tedesco fu avviata una nuova politica di germanizzazione. Tuttavia, va detto, questa, alla lunga, fallì.

## Considerazioni
Si parla in genere di fallimento del Kulturkampf di Bismarck. Come già detto, la sua posizione personale sulla Chiesa cattolica non era quella dei liberali. Ancora durante la guerra con la Francia, addirittura, Bismarck si pronunciò favorevolmente, al contrario del Re, ad un asilo per il papa «prigioniero in Roma».
Nel 13 febbraio 1871, a Versailles, il cancelliere luterano spiegava infatti:
La posizione, al solito, è di assoluta Realpolitik ed alquanto diversa dalla legislazione e dal tono della «battaglia di civiltà». Ma Bismarck si trovò di fronte un osso duro: Pio IX. Nel giugno del 1873, durante uno dei tentativi di conciliazioni tra le parti, esclamò:

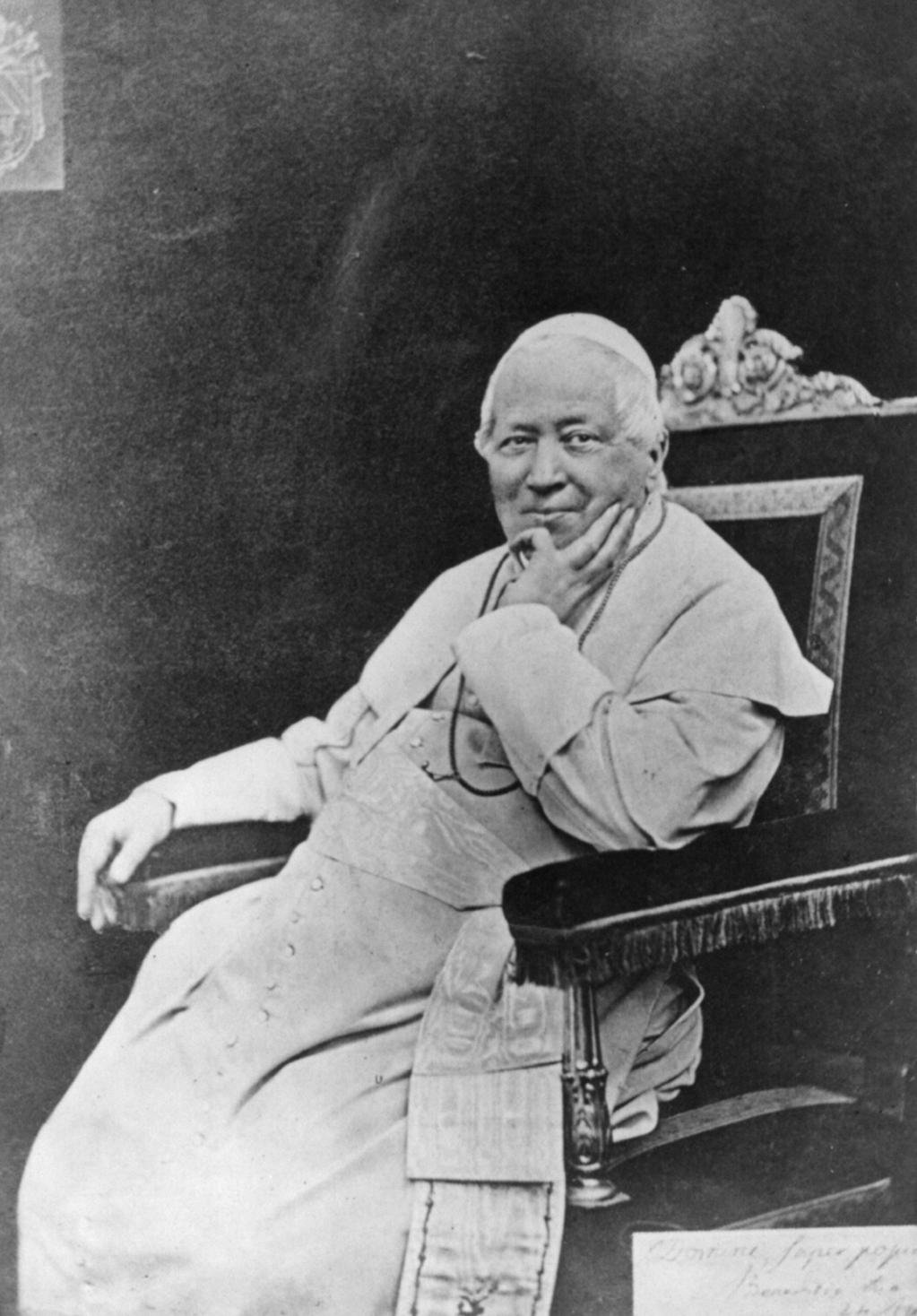
Pio IX: il papa del XIX secolo

D'altro canto, la Chiesa cattolica aveva il presentimento che uomini come Bismarck avessero intenzione di cementare l'impero a spese dei cattolici. Bismarck aveva capito il pericolo del partito di Centro ed aveva realizzato a suo modo quello che serviva alla Germania per unirsi; ma, in un certo senso, aveva considerato il papa e il cattolicesimo solo ed esclusivamente dal punto di vista politico.
Per lui i partiti erano solo mezzi: lo Stato si trovava a gestire una lotta tra liberali e clericali e non nel contesto del parlamentarismo anglosassone. La lotta contro il Centro si trasformò invece ben presto in lotta contro la Chiesa e alla lunga così non poteva continuare, soprattutto quando questo poteva trasformarsi in un boomerang per la politica conservatrice.
La maggior parte delle leggi rimasero in vigore. La legge contro i gesuiti fu ritirata solo nel 1917, quella sul pulpito addirittura nel 1953, nella Repubblica federale. Ma la regolamentazione scolastica rimane tuttora invariata. Il rapporto con la Chiesa rimase insomma regolamentato in questo modo attraverso le successive fasi della storia tedesca.
Visti dal punto di vista della situazione precedente il 1870, fu una grande vittoria dello Stato nazionale. Ma dal punto di vista degli obiettivi proclamati, fu vittoriosa la difesa della Chiesa e il risultato fu un'intesa tra Chiesa e Stato.
Il partito di centro ne uscì incredibilmente rafforzato. Sconfitti, paradossalmente, ne uscirono i liberali; sebbene infatti avessero ottenuto molto e ne fossero usciti politicamente rafforzati, lo furono meno del centro, e non furono i veri protagonisti della battaglia, abbandonati quando gli obiettivi si distinsero.
L'intesa venne, però, raggiunta. Ben diversa sarà la situazione in Francia, dove la tradizione rivoluzionaria si rivitalizzò, proprio nel momento in cui si era sopita la battaglia in Germania, e scavò un solco profondo che ancora oggi non è mai stato colmato. Ma, appunto, ben più radicale era l'obiettivo:
(Émile Combes)

## Kulturkampfnella terminologia politica contemporanea
Il termine ha avuto, per la sua forza, grande successo.
Ancora di recente lo troviamo utilizzato negli Stati Uniti, dove Pat Buchanan, tra gli altri, lo utilizzò per descrivere la lotta tra conservatori religiosi e i liberali laici, che cominciò a delinearsi a partire dagli anni sessanta. Ironia della sorte, Buchanan è discendente di cattolici tedeschi per parte di madre.
Il termine culture war fu infatti alla base di un discorso di Buchanan tenuto alla Republican National Convention, che però, pare, non abbia troppo aiutato la posizione repubblicana ed anzi favorito l'elezione di Clinton.
Ad ogni modo, dal 2004 il termine in traduzione inglese è diventato comune negli USA, sia per i liberali che per i conservatori.